# Draupadi Murmu
Draupadi Murmu (Mayurbhanj, 20 de junho de 1958) é uma ex-professora e personalidade política indiana que atua como a quinta e atual Presidente da Índia desde 2022, sendo a primeira pessoa pertencente à comunidade tribal e também a segunda mulher depois de Pratibha Patil a ocupar o cargo. Filiada ao Partido do Povo Indiano, é também a pessoa mais jovem a ocupar o cargo e a primeira presidente nascida na Índia independente.
Ela é a primeira pessoa das comunidades tribais designadas da Índia a ser eleita presidente. Ela é a pessoa mais jovem e a primeira nascida após a independência da Índia em 1947 a ser eleita presidente. Murmu é apenas a segunda mulher, depois de Pratibha Patil, a servir como presidente.
Anteriormente, ela serviu como 8ª Governadora de Jharkhand de 2015 a 2021, como membro da Assembleia Legislativa de Odisha do círculo eleitoral da Assembleia de Rairangpur de 2000 a 2009, e como Ministra de Estado (Carga Independente), Governo de Odisha de 2000 a 2004. Antes de entrar na aérea da política, ela trabalhou como escriturária no Departamento Estadual de Irrigação e Energia de 1979 a 1983, e depois como professora em Rairangpur de 1994 a 1997.

## Infância e família
Draupadi Murmu nasceu em uma família Santali em 20 de junho de 1958, na aldeia de Uparbeda na área de Baidaposi em Rairangpur, Odisha. Seu pai, Biranchi Narayan Tudu, era fazendeiro. Seu pai e seu avô eram chefes tradicionais (designados Sarpanch) do conselho da aldeia (Gram Panchayat). Sua família a chamou de Puti Tudu. Ela foi renomeada por seu professor para Draupadi, e seu nome foi mudado várias vezes para nomes como Durpadi e Dorpdi no passado.

## Educação e formação
Murmu estudou ensino fundamental na escola primária local em Upar Beda. Aos cinco anos, ela se mudou para Bhubaneswar para estudos superiores. Ela concluiu o ensino médio na Girl's High School Unit-2 e se formou em bacharelado no Rama Devi Women's College.
Ela se casou com Shyam Charan Murmu (1 de abril de 1958 - 1 de agosto de 2014), um banqueiro, em 1980 com quem teve dois filhos e uma filha. Seu marido, dois filhos (Sipun morreu em um acidente de viação e Laxman morreu em circunstâncias misteriosas), mãe e um irmão morreram em um período de 7 anos, de 2009 a 2015. Ela é seguidora do movimento espiritual Brahma Kumaris.
Murmu é um admirador do primeiro primeiro-ministro da Índia, Jawaharlal Nehru. Ela também saudou Mahatma Gandhi e BR Ambedkar.

## Início de carreira
De 1979 a 1983, Murmu trabalhou como assistente júnior no departamento de irrigação do governo de Odisha. De 1994 a 1997, ela trabalhou como professora na escola Sri Aurobindo Integral Education and Research Center em Rairangpur, onde ensinou hindi, odia, matemática e geografia. Ela nunca reivindicou um salário integral na escola.

## Carreira política
Em 1997, Draupadi Murmu foi eleita vereadora de Rairangpur Nagar Panchayat como candidata independente em um assento reservado para mulheres. Ela então se juntou ao Partido Bharatiya Janata (BJP).
Ela venceu as eleições para a Assembleia Legislativa de Odisha em 2000 no círculo eleitoral da Assembleia de Rairangpur e serviu dois mandatos na Assembleia Legislativa de Odisha entre 2000 e 2009. Durante o governo de coalizão BJP e BJD em Odisha, ela foi Ministra de Estado com Carga Independente para Comércio e Transporte de 6 de março de 2000 a 6 de agosto de 2002, e Desenvolvimento de Pesca e Recursos Animais de 6 de agosto de 2002 a 16 de maio de 2004.
Em 2007, ela recebeu o Prêmio Nilkanth de Melhor MLA da Assembleia Legislativa de Odisha. Em 2009, ela perdeu a eleição de Lok Sabha no distrito eleitoral de Mayurbhanj Lok Sabha quando a aliança BJD e BJP havia terminado. Ela foi eleita para a Executiva Nacional do BJP (ST Morcha) em 2013 e foi presidente distrital até 2015.

## Governadora de Jarcanda (2015–2021)

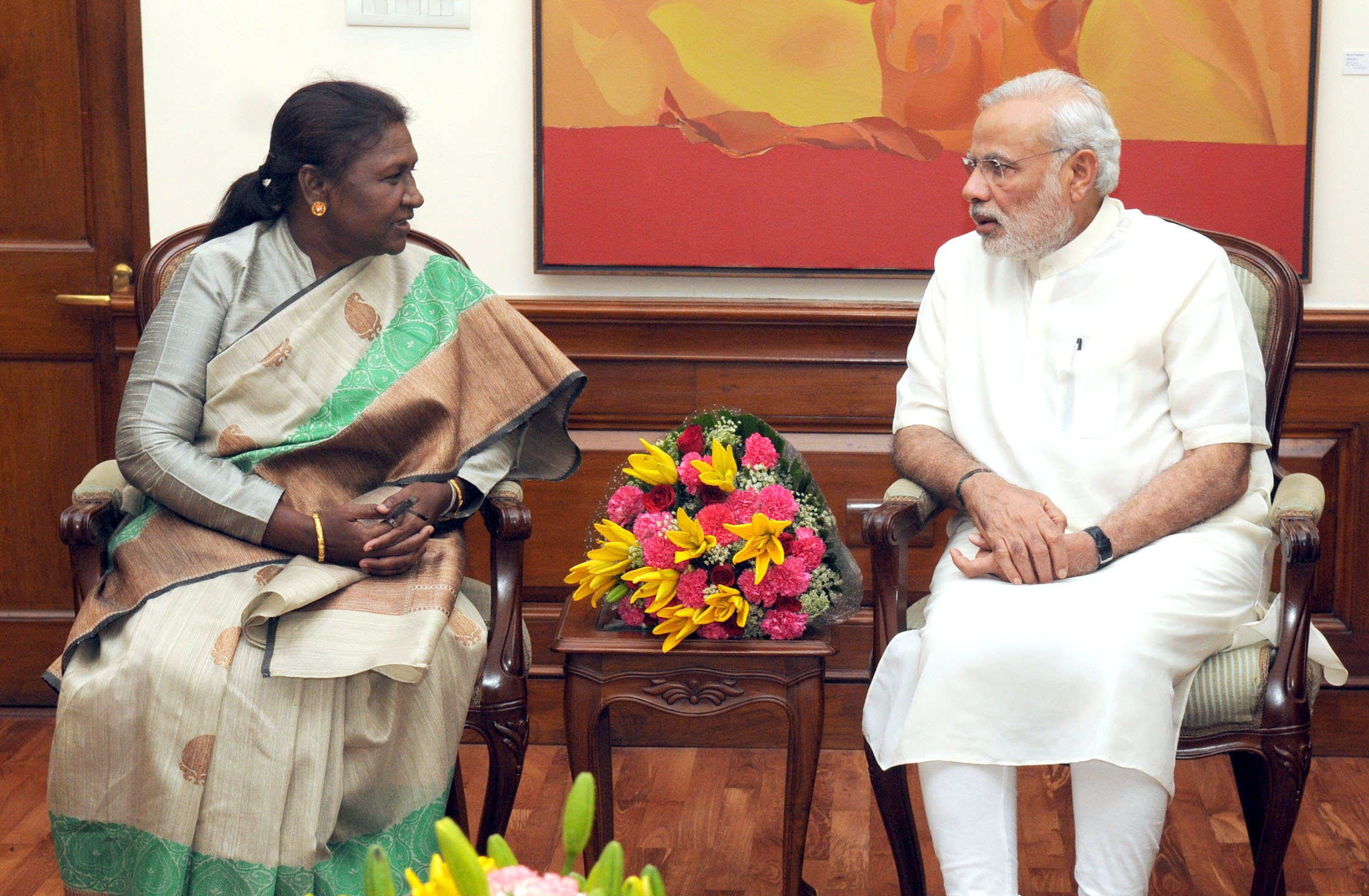
Governadora Murmu com o primeiro-ministro Narendra Modi em 2015

Murmu foi empossada governadora de Jharkhand em 18 de maio de 2015, tornando-se a primeira mulher a ocupar o cargo. O BJP esteve no poder no governo de Jharkhand durante a maior parte de seu mandato de seis anos como governador e também esteve no poder no governo da União durante todo o seu mandato. Ela administrou o juramento de posse a Hemant Soren como Ministro-Chefe de Jharkhand em 2019.
Ratan Tirkey, um antigo político e activista do BJP, disse que Murmu não tinha feito o suficiente para garantir que os direitos de autogovernação concedidos às comunidades tribais fossem devidamente implementados. Estes direitos foram concedidos ao abrigo do Quinto Anexo e da Lei Panchayats (Extensão às Áreas Programadas) de 1996 ou PESA. Tirkey disse: "Apesar de vários pedidos, a então governadora nunca exerceu seus poderes para implementar as disposições do Quinto Anexo e Pesa na letra e no espírito".

Seu mandato de seis anos como governadora começou em maio de 2015 e terminou em julho de 2021.

## Campanha presidencial
Em junho de 2022, o BJP nomeou Murmu como candidato da Aliança Democrática Nacional (NDA) à presidência da Índia para as eleições de 2022 no mês seguinte. Yashwant Sinha, foi indicado como candidato à presidência pelos partidos de oposição. Durante a sua campanha eleitoral, Murmu visitou vários estados em busca de apoio para a sua candidatura. Vários partidos da oposição como BJD, YSRCP, JMM, BSP, SS, JD(S) entre outros anunciaram apoio à sua candidatura antes da votação. Em 21 de julho de 2022, Murmu garantiu uma maioria clara nas eleições presidenciais de 2022, derrotando o candidato comum da oposição Yashwant Sinha com 676.803 votos eleitorais (64,03% do total) em 21 dos 28 estados (incluindo no território da união de Puducherry ) para se tornar o 15º Presidente da Índia.

## Presidência (2022-presente)

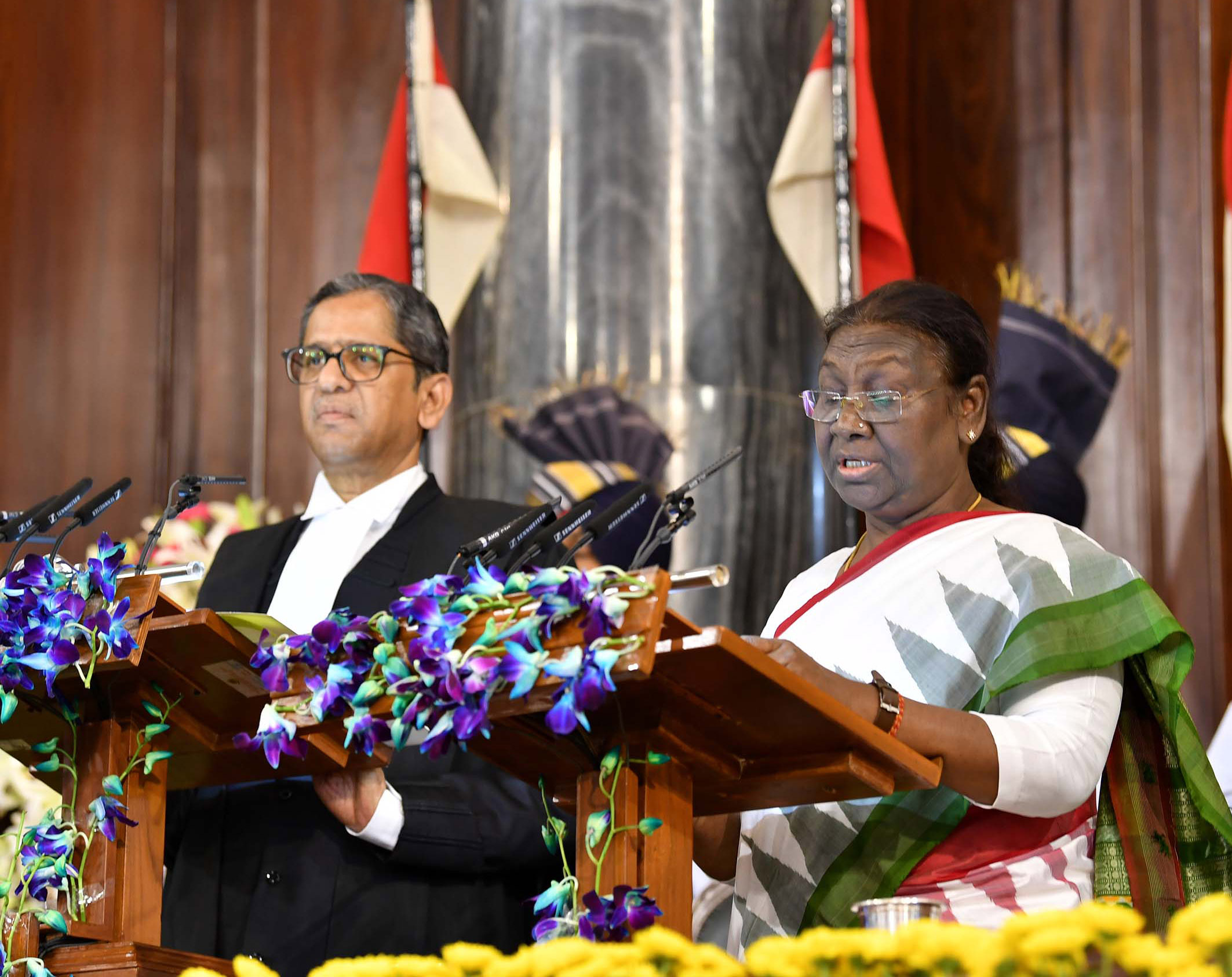
Chefe de Justiça NV Ramana administrando o juramento de posse ao presidente eleito Murmu

Em 26 de julho de 2022, Draupadi Murmu prestou juramento como o 15º Presidente da Índia, administrado pelo 48º Chefe de Justiça da Índia , NV Ramana, na presença de ex-presidentes, do vice-presidente, do primeiro-ministro e de outros delegados.

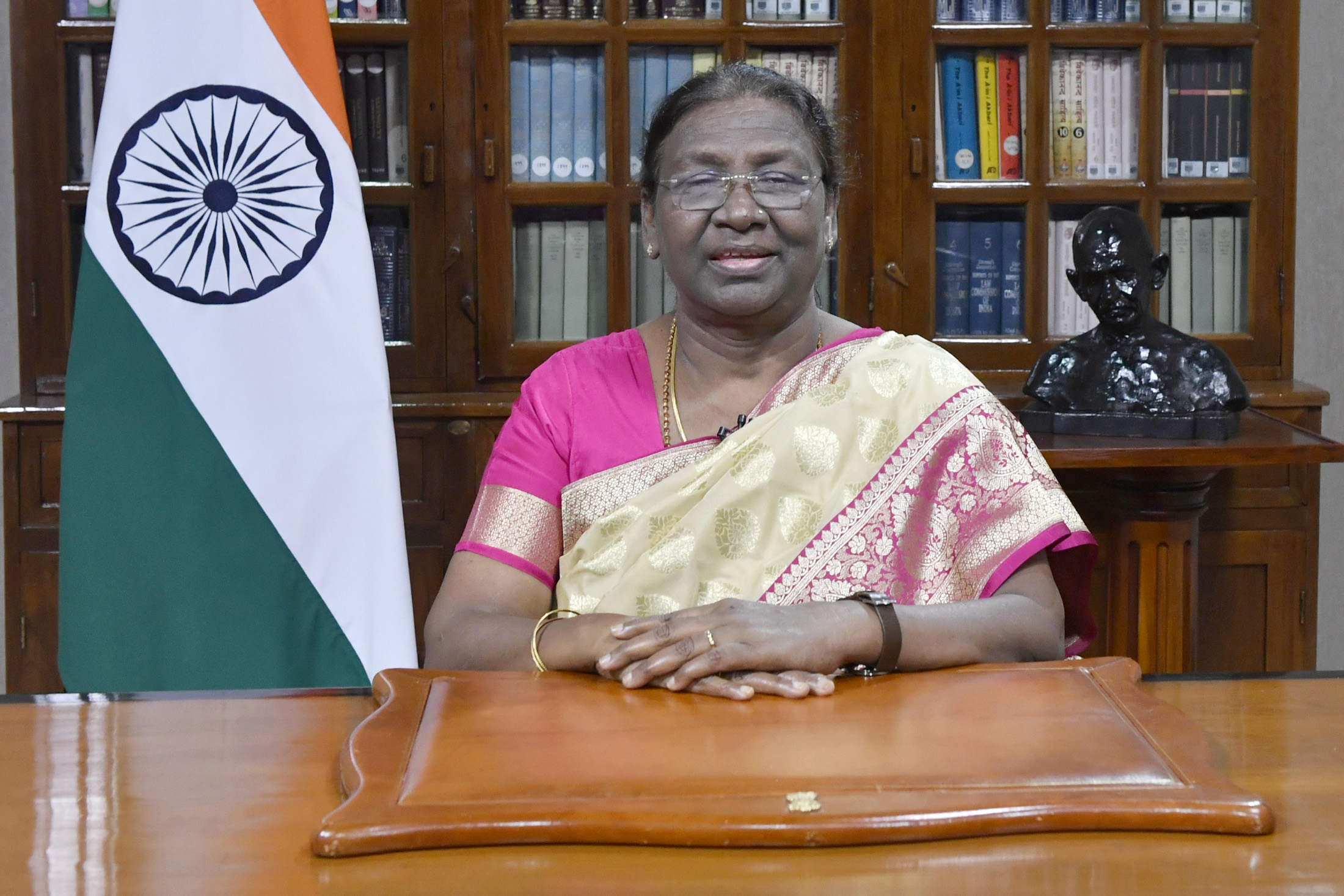
Murmu falando antes do 75º Dia da Independência, agosto de 2022

Murmu dirigiu-se à nação pela primeira vez como presidente em 14 de agosto de 2022, véspera do 75º Dia da Independência.
Em Setembro de 2022, ela lançou um programa governamental 'Pradhanmantri TB mukht Bharat' – uma iniciativa para erradicar a tuberculose do país. Ela se tornou a primeira presidente da Índia a inaugurar o ' Mysuru Dasara ', um festival estadual de dez dias em Karnataka. Nos primeiros meses, Murmu visitou os estados do nordeste do país, incluindo Assam, Mizoram, Nagaland e Sikkim, e participou de cerimônias de vários projetos de desenvolvimento.
Em Novembro de 2022, fez a sua primeira visita ao seu estado natal, Odisha, depois de assumir o cargo de Presidente para participar no lançamento de vários programas. Ela visitou sua alma mater e mais tarde conheceu crianças em idade escolar ao longo da estrada e caminhou dois quilômetros para prestar homenagem às divindades do Templo Puri Jagannath .
Em abril de 2023, ela fez um voo histórico em um caça a jato Sukhoi Su-30MKI na Estação Aérea de Tezpur em Assam, o terceiro presidente a voar em um caça a jato de surtida. Ela voou por cerca de 30 minutos sobre os vales de Brahmaputra e Tezpur, cobrindo também a cordilheira do Himalaia. Ela descreveu isso posteriormente como uma "experiência emocionante".

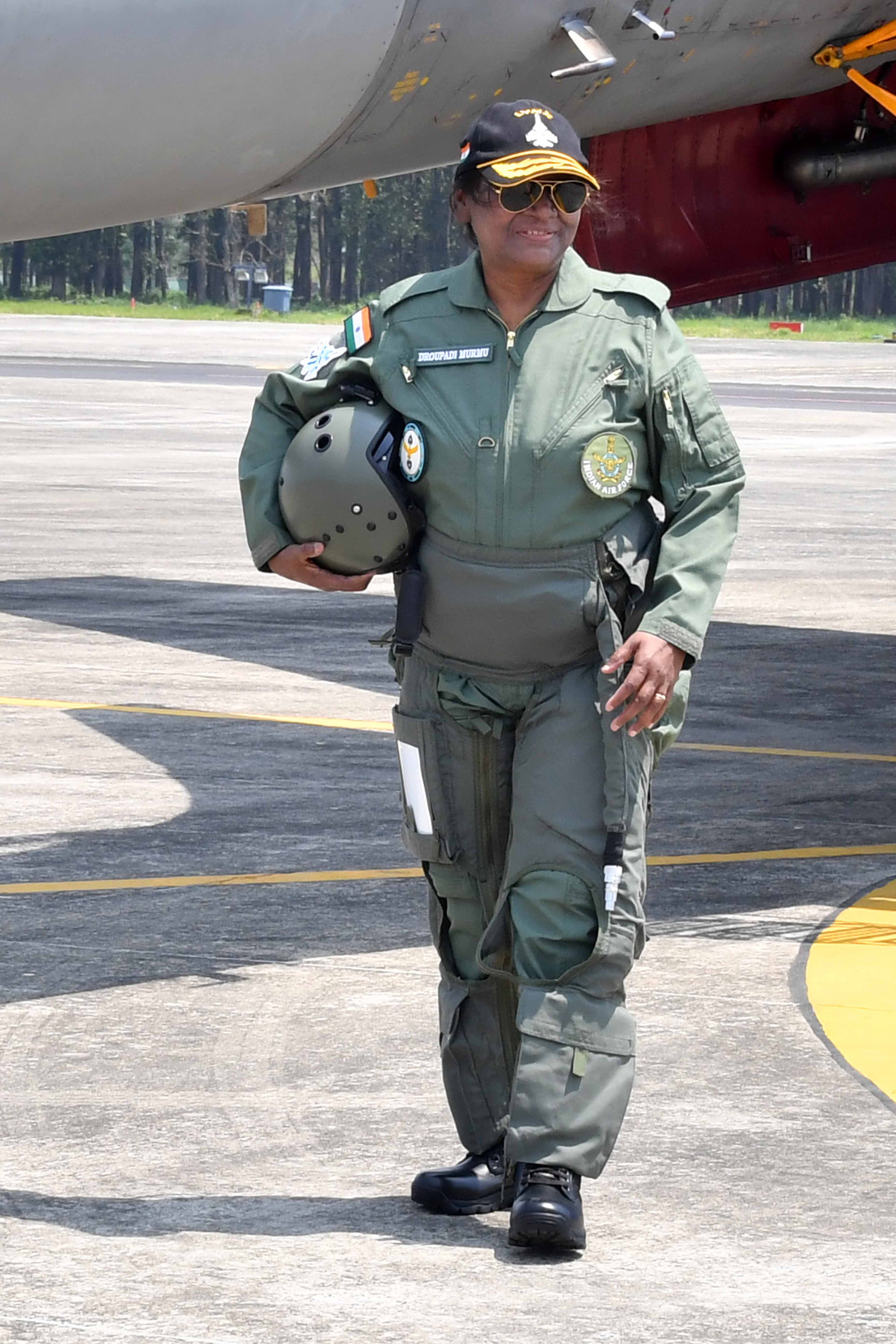
Draupadi Murmu faz uma surtida histórica em um caça Sukhoi 30 MKI na Estação da Força Aérea de Tezpur

Em maio de 2023, surgiu uma polêmica quando a Nova Casa do Parlamento, no âmbito do Projeto Central Vista, foi inaugurada pelo primeiro-ministro Narendra Modi. A oposição exigiu que Murmu fosse inaugurado como chefe de estado constitucional e boicotou a cerimónia. Porém, mais tarde, Murmu afirmou que "a primeira-ministra simboliza a confiança do parlamento e ela estava orgulhosa e profundamente satisfeita com a inauguração"

## Honras estaduais
| Decoração                          | Decoração | País     | Data               | Nota                                                            | Ref. |
| ---------------------------------- | --------- | -------- | ------------------ | --------------------------------------------------------------- | ---- |
| Ordem Honorária da Estrela Amarela |           | Suriname | 5 de junho de 2023 | Cadeia de Grande Ordem, a mais alta honraria civil do Suriname. |      |